# Ivana II. Navarska
Ivana II. (28. siječnja 1312. — 6. listopada 1349.) bila je kraljica Navare te grofica Angoulêmea, Mortaina i Longuevillea. Brakom je Ivana bila grofica Évreuxa.

## Pravo na nasljedstvo
Ivanini roditelji bijahu francusko-navarski kralj Luj X./I. i njegova prva supruga, Margareta Burgundska, francuska kraljica, optužena za nevjeru te zatvorena od Ivaninog djeda, francusko-navarskog kralja Filipa IV./I. Ubrzo po zatvaranju Margareta je umrla pod sumnjivim okolnostima. Zbog majčine ljubavne afere, Ivanino očinstvo je bilo dovedeno u pitanje kako bi joj se oduzelo pravo na nasljedstvo.
Iako je po navarskom zakonu trebala naslijediti navarsku krunu već u svojoj četvrtoj godini, po smrti svog mlađeg polubrata, Ivana I., njeni stričevi, su, jedan za drugim, vladali Navarom kao Filip II. i Karlo II. Da bi vladali Navarom iskoristili su njen spol (iako spol nije sprječavao žene, poput Ivanine bake, Ivane I., vladati Navarom), tvrdnju da nije kći navarskog kralja i nesreću da od svoje četvrte godine nije imala nijednog roditelja koji bi se borio za njena prava. Njeni stričevi su se pozivali na salijski zakonik koji ženama brani nasljeđivanje francuske krune kako bi sebi osigurali krunu.

## Brak
Godine 1318. udala se za svog daljeg rođaka, Filipa, grofa Évreuxa, koji će kasnije, kao Filip III., vladati zajedno s njom. S njim je imala sedmero djece. Pošto se udala za svog agnata, na navarskom prijestolju se očuvala dinastija Capet, točnije njen mlađi ogranak, dinastija Évreux (Ivana je pripadala starijoj lozi, a njen muž mlađoj lozi).

## Vladavina
Godine 1328., po smrti svoga najmlađeg strica, koji je Francuskom vladao kao Karlo IV., a Navarom kao Karlo I., Ivana je konačno naslijedila navarsku krunu i zajedno s njom grofoviju Champagne. Francusku krunu je naslijedio njen rođak po muškoj liniji, Filip VI. Sretni, s kojim je sklopila dogovor i zamijenila grofoviju Champagne za teritorije u Normandiji, Angoulêmeu, Mortainu i Longuevilleu. Kasnije je Angoulême zamijenila za teritorije Pontoise, Beaumont-sur-Oise i Asnière-sur-Oise.

## Smrt i naslijeđe
Umrla je kao udovica 1349. godine. Naslijedio ju je sin, Karlo II., kralj Navare.
Iako Ivani II. nije bilo dozvoljeno naslijediti francusku krunu, u 16. stoljeću Ivanin potomak i nasljednik Henrik (preko svoje majke, Ivane III.) je naslijedio francusku krunu kao najbliži srodnik posljednjeg kralja iz dinastije Valois.

## Poveznice
- Časoslov Ivane Navarske